# Ahmed Naseer
Ahmed Naseer (urdu ‏احمد نصير‎; ur. 14 lipca 1972) – pakistański zapaśnik w stylu wolnym. Olimpijczyk z Barcelony 1992, gdzie zajął jedenaste miejsce w kategorii 57 kg.
Zajął szóste miejsce na mistrzostwach Azji w 1992 roku. Wicemistrz Wspólnoty Narodów w 1993 roku.